# OWASP
Відкритий проєкт з безпеки вебзастосунків (Open Web Application Security Project) (OWASP) — онлайн-спільнота, яка створює вільно доступні статті, методології, документацію, інструменти та технології в галузі безпеки вебзастосунків.

## Історія
Mark Curphey розпочав проєкт OWASP 9 вересня 2001. Jeff Williams працював у OWASP Головою як волонтер з кінця 2003 до вересня 2011, після чого Matt Konda очолив Раду.

## Структура
OWASP Foundation, неприбуткова організація в США, заснована 2004 року, підтримує інфраструктуру та проєкти OWASP. З 2011, OWASP також зареєстрована як неприбуткова організація в Бельгії під назвою OWASP Europe VZW.
Очільники OWASP несуть відповідальність за прийняття рішень про технічне керівництво, пріоритети проєктів, розклад та випуски.
Очільники OWASP можуть сприйматись як менеджмент Фонду OWASP.
У OWASP офіційно працює 3 особи, тому проєкт має надзвичайно низькі видатки, які покриваються конференціями, корпоративними спонсорами і рекламою. OWASP щорічно нагороджує грантами [Архівовано 26 березня 2018 у Wayback Machine.] корпоративних та індивідуальних членів [Архівовано 26 березня 2018 у Wayback Machine.] за розробку перспективних застосунків, які підвищують безпеку.

## Публікації та ресурси
- Проєкт OWASP Топ Десять: Проєкт «Топ Десять», вперше опублікований у 2003 і регулярно оновлюється.[9] Він спрямований на підвищення обізнаності про безпеку застосунків шляхом виявлення деяких найбільш критичних ризиків для організацій.[10][11][12] Багато стандартів, книг, інструментів та організацій посилаються на OWASP Топ Десять, включно з MITRE[en], PCI DSS,[13] Defense Information Systems Agency[en] (DISA-STIG[en]), Федеральна торговельна комісія США,[14] та багато інших.
- Модель зрілості із забезпечення впевненості у програмному забезпеченні OWASP: Модель зрілості із забезпечення впевненості у програмному забезпеченні(Software Assurance Maturity Model, SAMM) — проєкт з метою допомогти організаціям сформулювати та імплементувати стратегію безпеки застосувань, яка адаптовану до конкретних бізнес-ризиків, з якими стикається організація.
- Настанова з розробки OWASP: Настанова з розробки представляє практичне керівництво та включає приклади коду мовами J2EE, ASP.NET, та PHP. Настанова з розробки охоплює широкий спектр питань безпеки на рівні застосувань, починаючи від SQL-ін'єкцій до сучасних проблем, таких як фішинг, використання кредитних карток, закріплення сеансів, підробки міжсайтових запитів, відповідність вимогам конфіденційності та приватності.
- Настанова з тестування OWASP [Архівовано 25 березня 2018 у Wayback Machine.]: Настанова з тестування включає найкращі практики з тестування на проникнення, які користувачі можуть впровадити у своїх організаціях, та настанову з низькорівневого тестування на проникнення, яка описує методики перевірки найбільш загальних проблем безпеки вебзастосувань та вебсервісів. Версія 4 була опублікована 4 вересня 2014 із внеском від більш ніж 60 осіб.[15]
- Настанова з огляду коду OWASP: настанова з огляду коду має номер поточної версії 1.1 і є другою найбільш продаваною книгою OWASP у 2008.
- Стандарт перевірки безпеки застосувань OWASP [Архівовано 15 лютого 2018 у Wayback Machine.] (Application Security Verification Standard, ASVS): стандарт перевірки безпеки на рівні застосувань.[16]
- Проєкт критеріїв оцінки шлюзу безпеки XML OWASP (XML Security Gateway, XSG) .[17]
- Настанова OWASP з реагування на топ десять інцидентів. Цей проєкт надає проактивний підхід до планування реагування на інциденти. Документ призначений для аудиторії, що включає власників бізнесу, інженерів з безпеки, розробників, аудиторів, керівників програм, правоохоронців та юристів.[18]
- OWASP ZAP Project: The Zed Attack Proxy (ZAP) [Архівовано 29 березня 2018 у Wayback Machine.] являє собою простий у використанні інтегрований інструмент тестування на проникнення для пошуку вразливостей у вебзастосуваннях. Він призначений для використання людьми з різноманітним досвідом безпеки, включаючи розробників та функціональних тестерів, які є новачками в тестуванні на проникнення.
- Webgoat: навмисно небезпечний вебдодаток, створений OWASP для навчання для безпечним методам програмування.[2] Після завантаження програма поставляється з підручником та набором різних уроків, які вказують учням, як експлуатувати вразливості, з метою навчити їх писати безпечний код.
- OWASP AppSec Pipeline: Проєкт DevOps Pipeline Project це місце для пошуку інформації, необхідної для збільшення швидкості та автоматизації програми безпеки застосувань. AppSec використовують принципи DevOps і Lean і застосовують це до програми безпеки безпеки застосувань.[19]

## Нагороди
Організація OWASP отримала у 2014 нагороду SC Magazine.